# 集合的無意識
集合的無意識（しゅうごうてきむいしき、ドイツ語：kollektives Unbewusstes、英語：collective unconscious）は、カール・グスタフ・ユングが提唱した分析心理学における中心概念であり、人間の無意識の深層に存在する、個人の経験を越えた先天的な構造領域である。普遍的無意識（ふへんてきむいしき）とも呼ぶ。個人的無意識の対語としてあり、ユングはジークムント・フロイトの精神分析学では説明の付かない深層心理の力動を説明するため、この無意識領域を提唱した。

## 概説
言語連想試験の研究によってコンプレックスの概念を見出したユングは、個人のコンプレックスより更に深い無意識の領域に、個人を越えた、集団や民族、人類の心に普遍的に存在すると考えられる先天的な元型の作用力動を見出した。
元型の作用と、その結果として個人の夢や空想に現れうる種の典型的なイメージは、様々な時代や民族の神話にも共通して存在し、このため、元型や元型が存在すると仮定される領域は、民族や人類に共通する古態的（アルカイク）な無意識と考えられ、この故に、ユングはこの無意識領域を「集合的無意識」と名づけた。
神話の類型についての研究は、この後フランスに渡り、レヴィ＝ストロースらの構造人類学、さらに記号論者の物語構造論などへと発展してゆき、いわゆる構造主義へと向かってゆく。
さらにドゥルーズ＆ガタリに到って、無意識は生産、創造する機械、工場のようなものとして捉えられ、その中で接続される要素として、集合的無意識は捉えられる。しかしバラバラなものが元型に還元されてゆくのではなく、むしろ元型が個人のほうに解体されて使われるのである。元型のひとつであるエディプス・コンプレックスが、もっとも強い元型として精神分析に利用されたことに対して、ユングは複数の元型を並置して、相対化したと考えられる。
人間の行動や思考・判断は、自我と外的世界との相互作用で決まって来る面があるが、他方、集合的無意識に存在するとされる諸元型の力動作用にも影響される面がある。

## 自我と自己元型
ユングは、集合的無意識に様々な元型の存在を認めたが、それらは最終的に自己（Selbst）の元型に帰着すると考えた。自己の元型は心（魂）全体の中心にあると考えられ、外的世界との交渉の主体である自我は、自己元型との心的エネルギーを介しての力動的な運動で、変容・成長し、理想概念としての「完全な人間」を目指すとされた。

### 諸元型と個性化
このように、自我が自己との相互作用で成長し、球的完全性へと向かう過程を、ユング心理学（分析心理学）では、「個性化の過程」あるいは「自己実現の過程」と呼んだ。個性化の過程において、自己元型は、「影」の元型や「アニマ・アニムス」の元型、あるいは「太母（Great Mother）」や「老賢者（Old Wise Man）」の元型として力動的に作用する。

## ユング以降の展開
ガタリはユングが作り上げた無意識のモデルを評価しているが、その後の展開として、フランスの哲学者ガストン・バシュラールの物質的想像力の理論、さらにそれを引き継いだ文芸批評家ジャン＝ピエール・リシャールのテーマ批評などを挙げている。
- ニューエイジ
- 愛情省
- マトリックス
- スタニスラフ・グロフ